# Генетическая одиссея человека
Генетическая одиссея человека (англ. The Journey of Man) — научно-популярная книга американского генетика и антрополога Спенсера Уэллса. Книга впервые вышла в свет в 2002 году в издательстве «Princeton University». Автор использует методы и теории генетики и эволюционной биологии, чтобы проследить географическое распространение ранних миграций людей из Африки. На основе материалов книги в 2003 году был снят документальный фильм. 

## Содержание
Согласно недавней гипотезе, предки человека произошли в Африке и в конечном итоге расселились по всему миру. Анализ Y-хромосомы ― один из методов, используемых при прослеживании истории путешествия древних людей. Эти путешествия, в конечном счёте, дали тринадцать различий в генетических маркерах Y-хромосома, давшее такое разнообразие в популяции людей.
На основе генетических данных считается, что все существующие сейчас люди произошли от одного человека, жившего в Африке около 60 000 лет назад. Учёные полагают, что самые древние людей являются потомками  народа бушменов, которая сейчас обитает в западной части южной Африки. Бушмены ростом меньше, чем представители народа банту. У них более светлая кожа, более плотно завитые волосы, и они имеют часть складки верхнего века эпикантус, схожую с людьми из Центральной и Юго-Восточной Азии.
Генетики полагают, что Южная Африка и Восточная Африка изначально были населены людьми, родственными бушменам. С тех пор большая часть их ассимилировалась с народностями банту. Остатки скелетов этих предков находят в палеолитических стоянках в Сомали и Эфиопии. Сегодня в Восточной Африке также есть народы, говорящие на существенно разных языках, которые, тем не менее, имеют схожие архаичные характеристики языка бушменов с его особенными щелчковыми звуками, это единственный язык во всем мире, которые используют подобные звуки в речи.
Когда люди мигрировали из Африки, все они несли генетический маркер на Y-хромосоме, известный как M168 (гаплогруппа CT (Y-ДНК)).
Первая волна миграции из Африки шла по побережью океанов, это видно по полосе их продвижения вдоль прибрежных районов Индийского океана, включая части Аравийского полуострова, Ближнего Востока, Индийского субконтинента и в Юго-Восточную Азию, вплоть до Индонезии, и в конечном итоге достигнув Австралии. Эта ветвь человеческого семейства разработала новый маркер M130 (гаплогруппа C (Y-ДНК)).
Это первая волна состояла из темнокожих людей, потомки которых сейчас обитают в Юго-Восточной Азии. Среди них, например, коренное население на Андаманских островах (около 400 км от западного побережья Таиланда), или народность семанг в Малайзии и аэта на Филиппинах.
Вторая волна миграции пошла более северным путем, через Сирию, и переместилась во внутреннюю Азию, где она в Центральной Азии разделилась ещё на несколько групп. Люди, пришедшие в этот регион, несут гаплогруппу M9. Другие маркеры были добавлены после того, как миграционные пути прошли в нескольких разных направлениях из Центральной Азии.
Из Центральной Азии небольшая группа мигрировала на северо-восток вслед за оленями. Это были предки сибирских групп, таких как чукчи, некоторые из которых до сих пор ведут кочевой образ жизни. Еще меньшая группа, насчитывающая не более 20 человек, пересекла Беринговое море, примерно 15 000 лет назад во время последнего ледникового периода и мигрировала в Северную Америку. Они являются предками коренных американцев и через 800 лет спустя они добрались до Южной Америки, до Огненной земли.

## Издание в России
Книга была переведена на русский язык и вышла в свет в издательстве «Альпина нон-фикшн» в 2016 году. ISBN 978-5-91671-498-2, 978-0-691-11532-0, 978-5-91671-215-5,978-5-91671-277-3.